# 2017年亞洲冬季運動會哈薩克代表團
2017年亞洲冬季運動會哈薩克代表團是哈薩克派出的2017年亞洲冬季運動會代表團。哈薩克在所有五種運動共11個大項中出賽。 由116名運動員組成，並於 1 月 17日公布名單。
此外，1月17日，隨著隊伍宣布成立，越野滑雪運動員耶爾多斯·阿赫馬季耶夫被宣佈為開幕式遊行隊伍中的該國旗手。阿赫馬季耶夫也擔任2014 年俄羅斯索契冬季奧運的哈薩克旗手。